# Quillacollo (província)
Quillacollo é uma província da Bolívia localizada no departamento de Cochabamba, sua capital é a cidade de Quillacollo.